# Schleswig-Holstein-Sonderburg-Norburg

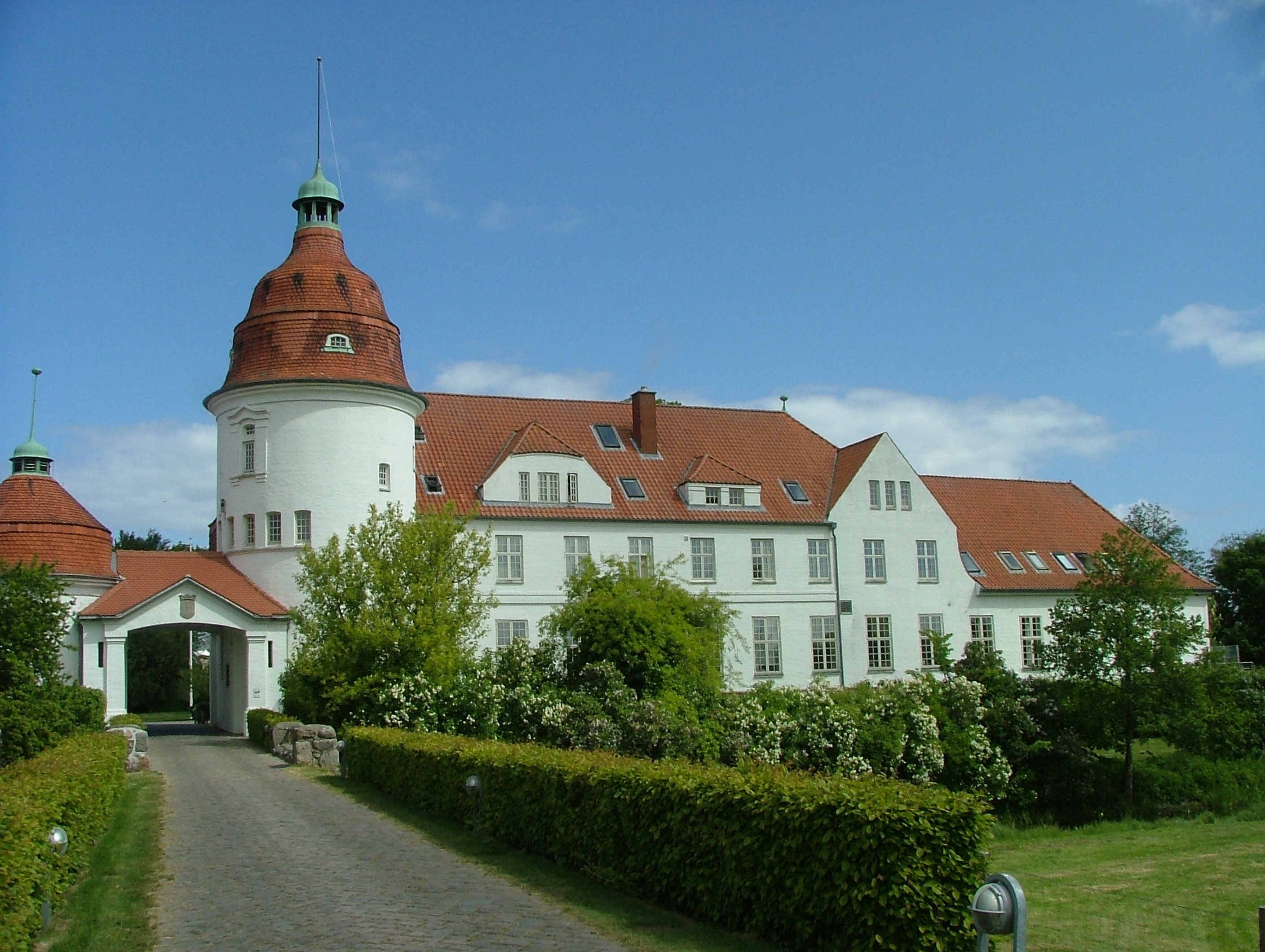
Schloss Nordborg auf Alsen war namensgebend für die Linie Schleswig-Holstein-Sonderburg-Norburg

Das Teilherzogtum Schleswig-Holstein-Sonderburg-Norburg bestand von 1622 bis 1729. Es entstand durch eine Teilung des Herzogtums Schleswig-Holstein-Sonderburg. Das Gebiet Norburg (auch: Nordborg oder Nordburg) befindet sich auf der Insel Alsen.

## Geschichte
1564 bildete der dänischen König Friedrich II., aus Gebieten in den Herzogtümern Schleswig und Holstein ein neues Herzogtum für seinen jüngeren Bruder Johann: Sonderburg, Norburg, Arrö, Plön und Ahrensbök. Da Alsen allerdings zum Leibgedinge der Königswitwe gehörte, gelangte Johann erst um 1580 in den Besitz der Insel. Als er 1622 starb, wurde das Land unter seinen Söhnen aufgeteilt, sie wurden wie ihr Vater zu den sogenannten abgeteilten Herren. So geriet der nördliche Teil von Alsen zunächst an Johann Adolf, der damit zum ersten Herzog von Schleswig-Holstein-Sonderburg-Norburg wurde. Nach seinem frühen Tod fiel das Gebiet an seinen Bruder Friedrich. Im zweiten Nordischen Krieg wurde das Land verwüstet. 1665 brannte das Schloss nieder. Darauf folgte 1669 der Staatsbankrott und der dänische König übernahm das Land.
Nach dem Tod von Johann Bogislaw, dem abgesetzten letzten Herzog der älteren Linie, 1679 kam der Norburger Besitz an die Linie Schleswig-Holstein-Sonderburg-Plön und ging als Erbe an den zweitgeborenen Sohn des Plöner Herzogs Joachim Ernst, August von Schleswig-Holstein-Norburg-Plön. Da die Plöner Linie zu Beginn des 18. Jahrhunderts ohne Erben war, wurde der erste Sohn Herzog Augusts, Joachim Friedrich, zum neuen Herzog über beide Herrschaften – Plön und Norburg – ernannt. Nach dem Tod Herzog Joachim Friedrichs wurde der Sohn seines verstorbenen Bruders Christian Karls, Friedrich Karl – der aus einer morganatischen Ehe stammte – 1722 zum neuen Plöner und Norburger Herzog bestimmt. Das Plöner Herzogtum konnte er wegen eines Erbschaftsstreits mit der Linie Schleswig-Holstein-Sonderburg-Plön-Rethwisch erst 1729 übernehmen. Formell der letzte Norburger Herzog, verzichtete er nun zu Gunsten des dänischen Königs auf den Besitz, der dafür alle seine Schulden übernahm. Damit endete die Norburger Linie endgültig.

## Liste der Herzöge von Schleswig-Holstein-Sonderburg-Norburg
| Regierungszeit                                                    | Name                          | Bemerkung |
| ----------------------------------------------------------------- | ----------------------------- | --- |
| 1622–1624                                                         | Johann Adolf (1576–1624)      | erster Herzog, starb ohne Erben                                                                                          |
| 1624–1658                                                         | Friedrich (1581–1658)         | Bruder von Johann Adolf                                                                                                  |
| 1658–1669                                                         | Johann Bogislaw (1629–1679)   | abgesetzt beim Staatsbankrott 1669, starb ohne Erben                                                                     |
| Staatsbankrott und Übergabe an Schleswig-Holstein-Sonderburg-Plön |                               | |
| 1679–1699                                                         | August (1635–1699)            | Sohn des Plöner Herzogs Joachim Ernst, Vater von Joachim Friedrich                                                       |
| 1699–1722                                                         | Joachim Friedrich (1668–1722) | wird 1706 auch Erbe von Plön, womit die Linien wieder zusammengeführt werden, starb ohne männliche Nachkommen            |
| 1722–1729                                                         | Friedrich Karl (1706–1761)    | wird erst nach Erbstreit mit der Linie Rethwisch Herzog von Plön, verzichtet zu Gunsten des dänischen Königs auf Norburg |

## Weitere Personen des Teilherzogtums
- Dorothea Hedwig von Schleswig-Holstein-Sonderburg-Norburg (1636–1692), von 1665 bis 1678 Äbtissin von Gandersheim
- Christian August von Schleswig-Holstein-Sonderburg-Norburg (1639–1687), Prinz aus dem Haus Schleswig-Holstein-Sonderburg-Norburg, Reisender und britischer Seeoffizier
- Elisabeth Juliane von Schleswig-Holstein-Sonderburg-Norburg (1634–1704), Herzogin von Schleswig-Holstein-Sonderburg-Norburg, durch Heirat Herzogin von Braunschweig-Wolfenbüttel
- Elisabeth Sophie Marie von Schleswig-Holstein-Norburg (1683–1767), Fürstin von Braunschweig-Wolfenbüttel und Bibelsammlerin
- Ernst Leopold von Schleswig-Holstein-Sonderburg-Norburg (1685–1722), Enkel des zweiten Herzogs zu Norburg, kaiserlicher Generalfeldwachtmeister und Obrist über ein niederländisches Dragonerregiment